# اچ‌ام‌اس بیسستر (ال۳۴)
اچ‌ام‌اس بیسستر (ال۳۴) (به انگلیسی: HMS Bicester (L34)) یک کشتی بود که طول آن ۸۵٫۳۴ متر (۲۸۰٫۰ فوت) بود. این کشتی در سال ۱۹۴۱ ساخته شد.